# Мазур, Станислав (математик)
Станислав Мечислав Мазур (пол. Stanisław Mieczysław Mazur, 1 января 1905, Лемберг, Австро-Венгерская империя — 5 ноября 1981,  Варшава, Польша) — польский математик, профессор, доктор Honoris causa Варшавского университета.

## Биография
После окончания в 1923 году львовской гимназии Станислав Мазур изучал философию, а затем с 1925 года математику во Львовском университете им. Яна Казимира и Сорбонне (1923—1926).
В 1926-1935 годах был ассистентом на кафедре математического анализа Львовского университета.
В 1936 году Станислав Мазур прошёл курс повышения квалификации по математике. В 1936—1939 годах работал адъюнкт-профессором и заведующим кафедрой математики Политехнического института во Львове, в 1939—1941 и 1944—1946 годах — доцент, заведующий кафедрой геометрии Львовского университета и одновременно старший научный сотрудник Института математики Академии наук УССР. 
В 1939 году он стал депутатом Народного собрания Западной Украины, с 1940 года — депутатом Львовского городского совета. С 1941 года — доктор физико-математических наук. Во время немецкой оккупации работал продавцом. После возвращения советской власти в 1944 году стал членом Главного правления Союза польских патриотов, участвовал в так называемой репатриационной акции.
После репатриации в Польшу в 1946—1948 годах — профессор университета в Лодзи, где организовал отделение математики, затем с 1948 года возглавлял кафедру математики, позднее — кафедру математического анализа Варшавского университета, с 1947 года — член-корреспондент Польской академии знаний, с 1952 года — действительный член-корреспондент Академии наук Польши со дня её создания.
В 1964—1969 годах Станислав Мазур был директором Института математики Варшавского университета. Почётный член Польского математического общества, а также заграничный член Венгерской академии наук.
С 1930-х годов был членом Польской объединённой рабочей партии, стал членом Центрального Комитета ПОРП. Избирался депутатом Польского Сейма: Законодательного Сейма (1947-1952) и Сейма Польской Народной Республики 1-го созыва от ПОРП.
15 мая 1978 года Варшавский университет присудил ему почётную докторскую степень Honoris causa.

## Научная деятельность
Станислав Мазур являлся ближайшим сотрудником известного математика, автора труда «Теория линейных операций полей» Стефана Банаха и одним из основных создателей Львовской математической школы.
Им были введены и разработаны геометрические методы функционального анализа.
В 1938 году Станислав Мазур первым разработал общую теорию топологических векторных пространств.
Был одним из ведущих специалистов в теории limes ability, автор Computable Analysis (1963).
Станислав Мазур был прекрасным преподавателем, специалисты говорили, что записи его лекций можно тут же без правок отправлять в печать. Он воспитал большое количество учеников и был заслуженно ими любим.

## Частная жизнь
Первая жена — химик Бронислава Мазур. Вторая жена — математик Ханна Шмушкович (пол. Hanna Szmuszkowicz, 1910—1993), с 1946 года ректор Высшей педагогической школы в Лодзи.
Дочери — Барбара и Кристина (род. 1939), танцовщица.
Он обладал редким острым юмором. Хорошо известным событием была публичная передача (обещанная в Шотландской книге) живого гуся молодому шведскому математику Пер Энфло в качестве награды за решение (отрицательной) проблемы существования Базиса Шаудера в каждом центральном банаховом пространстве.